# Tassadia ivonae
Tassadia ivonae là một loài thực vật có hoa trong họ La bố ma. Loài này được Morillo miêu tả khoa học đầu tiên năm 1989.